# Chlorochroa norlandi
Chlorochroa norlandi är en insektsart som beskrevs av Colin D. Buxton och Thomas 1983. Chlorochroa norlandi ingår i släktet Chlorochroa och familjen bärfisar. Inga underarter finns listade i Catalogue of Life.